# Britta Fischer (Sportpädagogin)
Britta Fischer (* 30. Januar 1972 in Bottrop) ist eine deutsche Sportpädagogin und Hochschullehrerin.

## Werdegang
Fischer legte 2009 am Institut für Sport und Sportwissenschaft der Technischen Universität Dortmund die Doktorarbeit mit dem Titel Die pädagogische Perspektive „Das Leisten erfahren, verstehen und einschätzen“ im Sportunterricht der gymnasialen Oberstufe in NRW. Eine Untersuchung zur unterrichtlichen Realisierung von curricularen Ansprüchen vor. An der Hochschule war sie zwischen 2001 und 2005 wissenschaftliche Mitarbeiterin in der Sportpädagogik, in den Jahren 2009 und 2010 dann am Zentrum für Lehrerbildung der Ruhr-Universität Bochum.
Ab 2011 war sie an der Deutschen Sporthochschule Köln (DSHS) tätig. 2019 und 2020 leitete Fischer dort das Bildungszentrum für Sportlehrkräfte, nachdem sie in diesem Bereich an der DSHS zuvor seit 2011 wissenschaftliche Mitarbeiterin gewesen war, ehe sie die geschäftsführende Leitung übertragen bekam. Mit dem Abschluss ihrer Habilitation an der Ruhr-Universität Bochum erlangte Fischer die Lehrbefähigung.
Im Mai 2020 trat sie im Arbeitsbereich Sportpädagogik und Sportdidaktik des Instituts für Sportwissenschaft an der Christian-Albrechts-Universität zu Kiel eine Stelle als Professorin an.
Zu den Schwerpunkten Fischers wissenschaftlicher Tätigkeit zählen die Themenbereiche Schulsport, Lehrkräfte, Kinder- und Jugendsport sowie das Lernen mit digitalen Medieneinsatz.